# Synagogue de Teplitz (1882-1939)
La synagogue de Teplitz ou synagogue de Teplice est inaugurée en 1882 et détruite par des émeutiers nazis en 1939.
Jusqu'en 1918, Teplitz (appelée aussi Teplitz-Schönau après la fusion des deux communes), située dans la région des Sudètes, fait partie du Royaume de Bohême, dépendant de la couronne d'Autriche. Elle est très prisée comme station thermale. Après la Première Guerre mondiale, bien que majoritairement peuplés d'Allemands, les Sudètes sont intégrés à la Tchécoslovaquie et la ville prend le nom tchèque de Teplice. À la suite des accords de Munich, les Sudètes sont annexés par l'Allemagne nazie et réunis au Reich allemand le 21 octobre 1938. Teplice reprend son ancien nom de Teplitz. Après la Seconde Guerre mondiale, Teplice redevient une ville tchécoslovaque d'où est expulsée la majorité des habitants germanophones. Actuellement la ville compte environ 50 000 habitants.

## La communauté juive
La première mention d'habitants juifs à Teplitz date de 1414, quand la ville, appartenant à un couvent de bénédictins, est désignée comme ville abbatiale. Le document indique que ses Juifs sont créditeurs de la noblesse locale et que la ville tributaire de Teplitz leur fournit non seulement un asile permanent, mais leur accorde un statut plus favorable que dans les villes royales. Une synagogue est mentionnée dès 1550, à laquelle s'ajoutera plus tard une école juive et un Mikve (bain rituel). 
En 1606, Radslav Vchynský, propriétaire du domaine de Teplitz, dans un document écrit appelé Instructions révèle que les Juifs vivant sur son domaine n'ont pas l'autorisation de se déplacer, de s'installer, de vendre leur maison ou d'en acheter une nouvelle sans la permission de leur seigneur, qu'ils ne sont pas autorisés à se plaindre de leur situation auprès de leur rabbin à Prague.
En 1618, au début de la guerre de Trente Ans, 78 Juifs vivent à Teplitz. Peu après la fin de la guerre, en 1652, alors qu'il ne reste plus que 500 chrétiens en ville, le nombre de Juifs habitant la ville est de 231.  Le premier rabbin de Teplitz connu est Löbl Baum (1654). 
En 1668, les Juifs de Teplitz sont expulsés, sans raisons apparentes, de la ville par décret spécial. Ceux qui ne quittent pas la ville, sont regroupés dans le ghetto nouvellement créé, et séparé du reste de la ville par des murs et des portes fermées le soir. La plupart des exilés, s'installent à Soborten (Sobědruhy), un village voisin de Teplitz, où ils fondent leur propre communauté, créent un cimetière et construisent une synagogue. 
En 1726, le Familitantní zákon (Loi sur la famille) limite strictement le nombre de familles juives autorisées à vivre sous la monarchie austro-hongroise. Le nombre de familles juives vivant à Teplitz est réduit alors à 55 soit environ 300 personnes.   
Une grande partie des restrictions imposées aux Juifs depuis le Moyen Âge, sont levées sous le règne de l'empereur Joseph II. Par décrets les Juifs sont autorisés à s'installer hors des ghettos, à ne plus porter de signes distinctifs. Ils peuvent s'inscrire à l'université et pratiquer presque toutes les activités commerciales et industrielles. Ils peuvent aussi s'associer avec des personnes chrétiennes de la ville. Les Juifs doivent désormais ajouter à leur prénom un nom germanique. 
Lors du grand incendie de 1793, l'ensemble du quartier juif est détruit. Avec le soutien des autorités, il va être rapidement reconstruit, mais sans tenir compte des délimitations du ghetto. À l'époque, les Juifs sont encore nombreux dans le prêt sur gage, mais certaines familles vivent du commerce de produits agricoles et de produits textiles. Trois nouveaux spas sont construits, un pour les hommes, un autre pour les femmes et le troisième pour les Juifs étrangers. Le nouveau quartier juif n'est plus strictement séparé des autres quartiers de la ville et devient une partie intégrante de la ville. 
En 1831, un nouvel institut est ouvert en ville, l' Israelitische Badeninstitut (institut des bains israélite), qui contrôle aussi l'hôpital où sont traités les Juifs étrangers. En 1832, la communauté juive de Teplitz accueille son premier rabbin formé. À la suite des évènements de 1848, les Juifs obtiennent l'égalité civique et politique, avec liberté de déplacement et accès à la fonction publique. À partir de 1861, les Juifs sont autorisés à posséder des biens immobiliers et à les louer sans restrictions. En 1853, Teplitz est une ville de 2 800 habitants dont 500 sont de religion juive. La communauté juive regroupe les Juifs de Turn, et des villages suivants: Boreslau, Hertine, Kradrob, Klein Augezd, Schallan, Settenz, Hundorf, Wisterschan, Dux, Ladowitz, Loosch, Maria Ratschitz, Janegg, Ullersdorf et Sobrusan.  
En 1879, le nombre de Juifs d'après le recensement est de 1 718, et en 1890 de 1 865, faisant de Teplitz la seconde communauté par importance en Bohême après celle de Prague. Ce nombre augmentant de façon constante, la communauté juive construit en 1880-1882 une grande synagogue, qui sera la plus importante jamais construite en Tchécoslovaquie. Dans les années 1890, les Juifs de Teplitz sont artisans, commerçants, médecins ou avocats. Leur influence est importante dans la ville où ils occupent des postes de conseillers municipaux et sont présents dans les associations culturelles et sociales de la ville. 
Une école juive avec une scolarité en langue allemande existe depuis la fin du XVIIIe siècle, mais n'est reconnue comme école publique qu'après 1900. De nombreuses associations caritatives, sociales, culturelles ou sportives juives ont été fondées au cours de la seconde moitié du XIXe siècle et au tout début du XXe.
Pendant la Première Guerre mondiale, plusieurs milliers de Juifs de Galicie se réfugient dans la région de Teplitz. Si la majorité d'entre eux retourne dans leur pays d'origine après la guerre, certains décident de s'installer dans la région devenue partie de la Tchécoslovaquie. D'obédience strictement orthodoxe, ils s'assimilent peu avec la communauté juive locale et fondent leur propre communauté qui occupe à partir de 1925 l'ancienne synagogue. Aux alentours de 1930, cette communauté orthodoxe compte environ 700 membres. 
En 1930, il y a à dans la ville de Teplice 3 213 Juifs, représentant 10,4% de la population totale de la ville. En 1932, le nombre total de Juifs à Teplice et dans sa région est d'environ 5 000, et en 1938 d'environ 7 000.
Après l'annexion de l'Autriche par l'Allemagne nazie et l'imminence de l'occupation des Sudètes, la grande majorité des familles juives de Teplice quitte le pays, abandonnant une grande partie de leurs biens. À l'époque, sur 231 sociétés importantes, 89 sont détenues par des Juifs, et presque tous les commerces. Après les accords de Munich et l'annexion des Sudètes par le Reich allemand en octobre 1938, 511 maisons ou villas et 526 appartements appartenant à des Juifs de Teplice ainsi que toutes leurs entreprises et commerces sont confisqués et aryanisés. Les Juifs restés à Teplitz sont obligés de traverser la ville en Triumphzug (procession triomphale) sous les quolibets, les insultes et les coups. En octobre 1940, il ne reste plus que 200 Juifs à Teplitz. La plupart d'entre eux sont déportés.  Des 6 000 Juifs habitant avant la Seconde Guerre mondiale à Teplice, seuls quelques dizaines survivront.

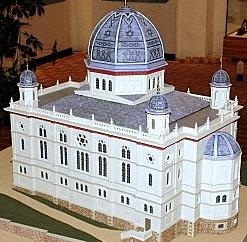
Maquette de la synagogue

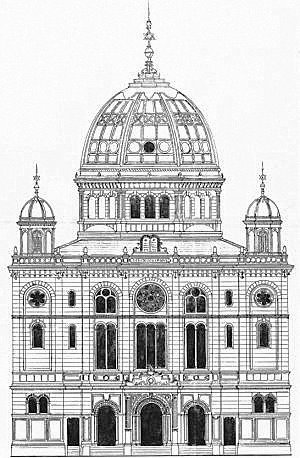
Plan de la synagogue vue de face (1882)

## La synagogue de Teplitz
Vers la fin du XIXe siècle, la population juive de Teplitz croit rapidement et dans les années 1870, la vieille synagogue située dans l'ancien ghetto est insuffisante pour accueillir tous les fidèles. La décision est donc prise de construire une nouvelle synagogue. En 1872, la communauté acquiert pour 25 000 florins, auprès de la famille Halas, un terrain de 5 071 mètres carrés, dans un endroit bien disposé, situé sur une colline dominant une partie de la ville de Teplitz. Cette colline appelée  Breite Stein (Large colline) jusqu'au milieu du XVIIe siècle, puis Judenberg (Montagne aux Juifs) quand en 1669 la communauté juive y transféra son cimetière, est depuis la fermeture de ce cimetière en 1862, devenue un quartier recherché où ont été construites de nombreuses splendides villas. L'église évangélique Saint-Bartholomé y a été bâtie à son sommet en 1861-1864. 
La communauté juive de Teplitz est riche, et s'adresse pour les plans à un des architectes viennois les plus renommés, Wilhelm Stiassny (1842-1910), qui a déjà construit de nombreux bâtiments à Vienne. Mais il semble que Stiassny se soit limité à un avant-projet et que les plans détaillés aient été réalisés par l'architecte Herrmann Rudolph (1846-1924), de Dresde.  
Bien que les plans de la synagogue soient approuvés, la construction ne débute que plusieurs années après, en raison de disputes et controverses au sein de la communauté juive. Il y a accord pour la construction d'une nouvelle synagogue, mais débats sur la nécessité de construire un bâtiment si monumental et couteux.  
En 1879, est fondée la Tempelbau Verein (Association pour la construction de la synagogue), chargée de récolter des fonds par collectes et donations. En mai 1880, après une demi-année d'activité, l'association peut se targuer d'avoir 111 membres actifs et 86 membres donateurs, et avoir récolté la somme de 910 florins et 58 kreutzers. Pendant l'été 1880, il est finalement décidé de construire la synagogue selon les plans dessinés par Herrmann Rudolph. Ces plans sont soumis le 19 août aux autorités municipales de Teplitz qui les approuvent deux jours plus tard. Herrmann Rudolph est chargé de la réalisation du projet en collaboration avec l'architecte David Ferber de Teplitz. La pose de la première pierre en présence de nombreuses personnalités se déroule le 28 décembre 1881, en plein milieu de l'hiver.   
La construction fait de rapides progrès, mais doit être interrompue pour des raisons techniques: une partie de la maçonnerie et les quatre piliers qui doivent supporter le dôme, s'affaissent et s'enfoncent. Ils sont détruits et doivent être reconstruits sur des fondations plus profondes et plus solides. Sur recommandation de l'architecte tchèque Josef Mocker, principal responsable de l'achèvement de la cathédrale Saint-Guy de Prague, les piliers doivent être équipés de poutres métalliques afin de mieux répartir le poids du dôme. Les modifications approuvées fin février 1882, la construction peut reprendre et s'achève à l'été de la même année, sans autres difficultés. Le 16 juin 1882, se déroule une cérémonie en présence de la communauté juive pour le positionnement de la coupole. Le 6 septembre a lieu la réception technique du gros œuvre du bâtiment. 
Le coût de la synagogue avec des éléments intérieur de base, s'élève à 100 000 florins. Ce montant est couvert en grande partie par des prêts bancaires et de nombreuses hypothèques, ainsi que par des dons de membres de la communauté.  
La consécration de la synagogue se déroule le dimanche 10 septembre 1882 après-midi. Une procession est organisée de la vieille synagogue située dans l'ancien ghetto jusqu'à la nouvelle synagogue. Le temps est splendide, et cette procession de l'ensemble de la communauté juive est suivie par de nombreux habitants de la ville. La cérémonie de consécration se déroule à l'intérieur de la synagogue en présence de nombreux invités et de délégations des communautés juives avoisinantes. Le journal Teplitz Schönauer Anzeiger estime le nombre de participants à environ 2 000 personnes. Le soir, après la cérémonie un banquet est offert dans la salle de bal du château des princes Clary. À l'occasion de la consécration, une médaille commémorative en bronze est frappée. 
Lors de sa consécration, le gros œuvre est achevé, mais le bâtiment n'est pas entièrement équipé. L'éclairage n'a pas encore été installé et a été provisoirement remplacé par des bougies, le chauffage manque et le mobilier n'est que partiellement existant. Les décorations ainsi que d'autres ouvrages intérieurs ont dû être reportés en raison d'une forte humidité dans le bâtiment.  
La synagogue est construite en style néo-Renaissance avec des éléments décoratifs mauresques. Le style néo-Renaissance est le style dominant pour les bâtiments publics de l'époque. Les éléments mauresques se retrouvent dans de nombreuses synagogues construites dans la seconde moitié du XIXe siècle, et rappellent le lien entre les Juifs et la Terre d'Israël.   

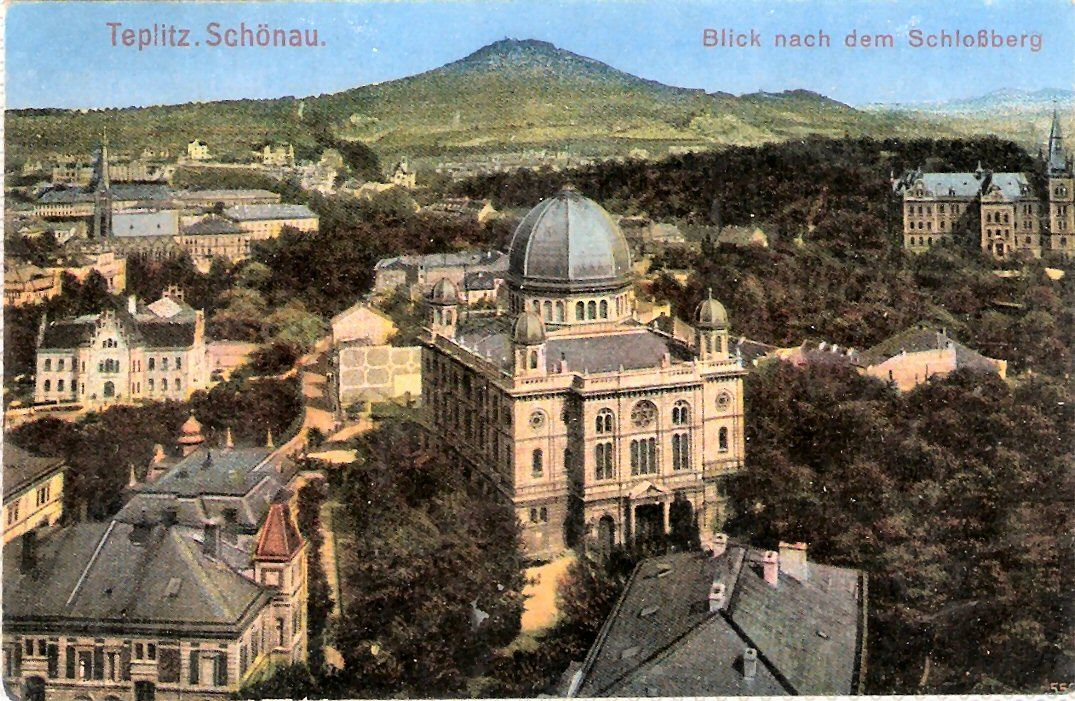
La synagogue surplombant la ville

La synagogue se présente sous la forme d'un bâtiment cubique de deux étages, avec sur le côté est une abside semi-circulaire. Les quatre façades du bâtiment sont divisées symétriquement par des hautes fenêtres et sont ornées de nombreux éléments décoratifs, héritage de l'architecture de la Renaissance. Les façades sont terminées par un toit en légère pente couronné par un important dôme central, et par des petits dômes placés aux quatre coins du bâtiment. Le bâtiment est monumental, faisant 41 mètres en longueur, 25 mètres en largeur et 42 mètres de hauteur jusqu'au sommet du dôme. Ses dimensions sont accentuées par la situation de la synagogue au sommet du Judenberg. La synagogue domine le panorama de la ville et est visible de toute la région alentour.  
La grande salle de prière au rez-de-chaussée possède 734 sièges et est réservée aux hommes. Les femmes assistent aux offices des galeries situées au premier et second étage, qui ceinturent la salle sur trois côtés et qui offrent 638 sièges. Une pièce au premier étage est utilisée pour les prières hors chabbat et fêtes et offre 120 sièges pour les hommes et 70 pour les femmes.   
Le rabbin Dr Friedrich Weihs décrit la synagogue : 
«  La nouvelle synagogue, l'un des bâtiments les plus beaux de notre ville, offre une vue admirable, par son architecture spacieuse et finement structurée. Au sommet s'élève la coupole principale couronnée par l'Étoile de David, et flanquée de quatre petites coupoles d'angle… comme une imposante et sécurisante forteresse de la foi. Notre synagogue située sur une des hauteurs de la ville, peut être vue à des kilomètres à la ronde. La décoration intérieure est en rapport avec la beauté des formes extérieures. Par le hall d'accueil spacieux, où se trouvent des deux côtés les escaliers menant aux galeries, on pénètre dans la salle principale à trois nefs, qui offre une vue d'ensemble vers l'est, sur l'autel surélevé et l'Arche Sainte… L'installation de la synagogue a été fournie gracieusement en grande partie par les membres de la communauté et ces dons précieux ont formé la base des objets sacrés et des parures sacrées… »
La synagogue possède plusieurs salles utilisées pour des activités cultuelles, culturelles ou sociales. Jusqu'en 1938, la synagogue est le siège de la Teplitzer Tempel-Verein (Association du Temple de Teplitz) dont les activités outre celles d'entretien et d'embellissement de la synagogue, consistent à aider les Juifs dans le besoin et offrir des habits aux écoliers juifs nécessiteux. 
En 1883, l'éclairage au gaz est installé dans la synagogue. En 1905, les peintures internes de la synagogue sont terminées, et du marbre rouge est plaqué sur les murs jusqu'à une hauteur d'environ un mètre. Des doubles fenêtres remplacent les anciennes fenêtres et une chaudière à vapeur est installée pour chauffer le bâtiment. En 1927, l'éclairage au gaz est remplacé par un éclairage électrique.               
En octobre 1938, Teplitz, faisant partie de la région des Sudètes, est annexée au Reich allemand. Dès le 9 octobre, la synagogue est abandonnée. Contrairement à de nombreuses synagogues des Sudètes, comme celle de Karlsbad ou de Marienbad, la synagogue de Teplitz est épargnée lors de la nuit de Cristal du 9 au 10 novembre 1938. En décembre 1938, le maire de Teplitz prend des mesures pour protéger la synagogue des vandales et en accord avec l'administration du Reich, décide d'utiliser le bâtiment pour des services municipaux, et de transformer la synagogue en musée municipal et en local d'archives. La grande salle sera utilisée pour des représentations théâtrales et des concerts. 
Mais dans la nuit du 14 au 15 mars 1939, juste avant l'annexion du reste de la République tchécoslovaque, des nervis nazis mettent le feu à la synagogue qui au petit matin est totalement détruite. En raison des dommages, les autorités municipales du bâtiment décident presque immédiatement le nivellement des ruines. 
À la place de la synagogue, se trouve actuellement un parc. En 1955, un monument commémoratif de taille modeste est installé dans le parc. Le monument sera endommagé à l'automne 2008 par des vandales non identifiés.